# Endodrelanva tomentosa
Endodrelanva tomentosa is een rechtvleugelig insect uit de familie krekels (Gryllidae). De wetenschappelijke naam van deze soort is voor het eerst geldig gepubliceerd in 1931 door Lucien Chopard als Endolandrevus tomentosus.